# سیارک ۴۴۱۰۳
سیارک ۴۴۱۰۳ (به انگلیسی: 44103 Aldana، نامگذاری:1998GE1) چهل و چهار هزار و صد و سومین سیارک کشف شده‌است که در ۴ آوریل ۱۹۹۸ کشف شد.